# Tunnel de Jaman
Le tunnel de Jaman est un tunnel ferroviaire situé en Suisse, dans les cantons de Vaud et de Fribourg, permettant le passage sous le col homonyme de la ligne du chemin de fer Montreux - Oberland Bernois (MOB).

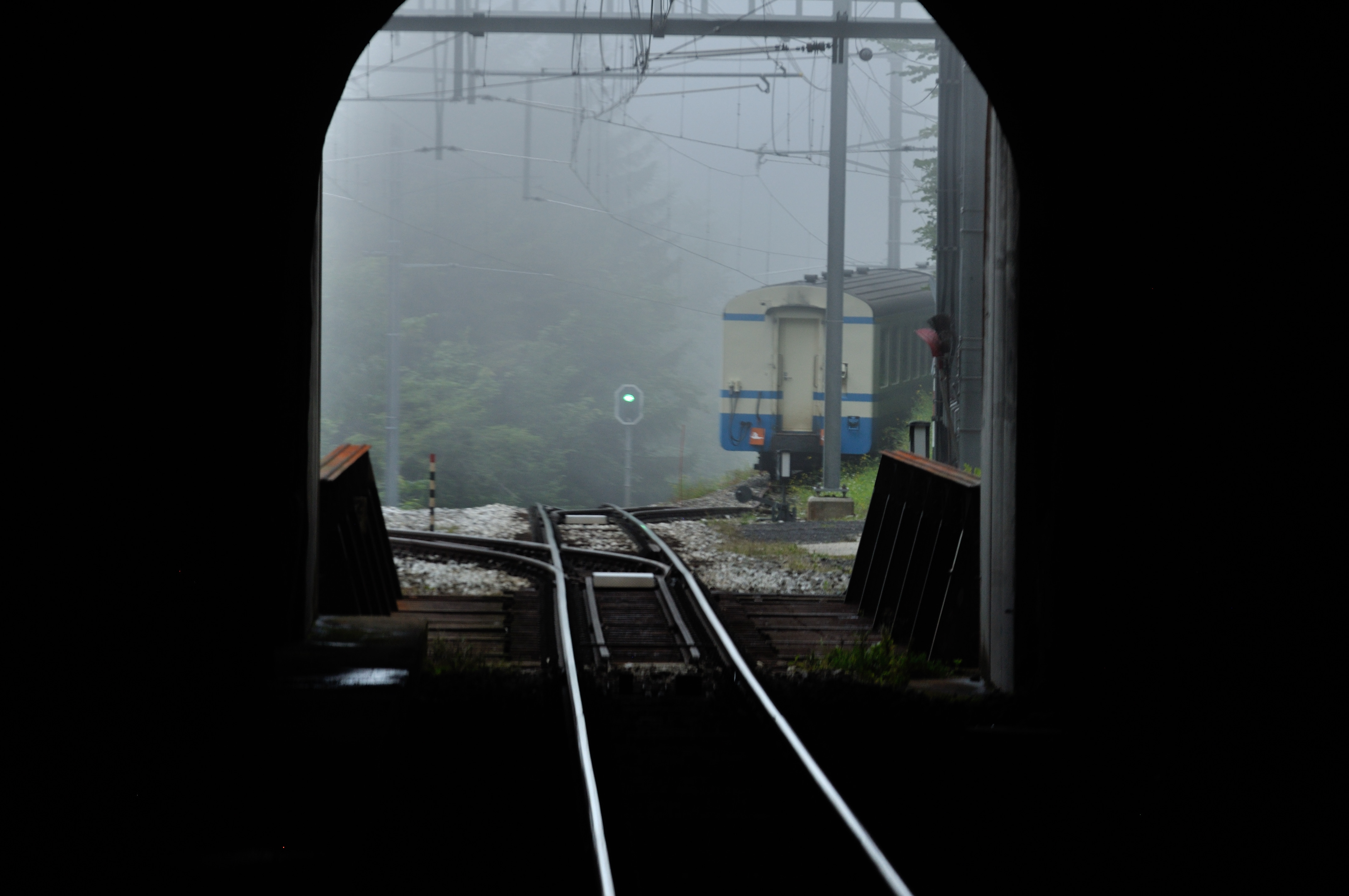
Approche de la sortie du tunnel juste avant l'entrée en gare de Jor.

D'une longueur de 2,424 km, il comporte une galerie à voie métrique ce qui en fait le cinquième plus long tunnel à voie métrique de Suisse. La gare de Jor, dans le canton de Vaud, précède l'entrée ouest du tunnel tandis que la gare des Cases (1 111 m), dans le canton de Fribourg, est située à l'entrée est du tunnel. Il est inauguré le 1er octobre 1903 lors de l'ouverture du tronçon de ligne Les Avants - Montbovon et rénové en 2001. Comme le col, le tunnel de Jaman se trouve sur la ligne de partage des eaux entre les bassins versants du Rhône et celui du Rhin.

## Incendie dans le tunnel
Le 2 juillet 1914 vers 13h30, près des Cases, la foudre tomba sur une automotrice en l'endommageant légèrement. Pour ramener cette voiture au dépôt de Chernex, on l'attela en queue du convoi de marchandise arrivant à 16h51 à Montreux. Le convoi n'avait pas fait trois cents mètres dans le tunnel que l'automotrice détériorée se mit subitement à flamber. Un trolley toucha la conduite aérienne, ce qui provoqua l'embrassement de la voiture. Une fumée acre et épaisse se répandait peu après dans le souterrain. Les employés dételèrent aussitôt l'automotrice en feu et la laissant griller, firent en sorte que le train sortit du tunnel avant que celui-ci ne fut complètement envahi par la fumée. Trois dames se trouvant dans l'automotrice de tête du train de marchandises purent sortir sans dommage. Prévenus par téléphone, le directeur de la compagnie, M. Zehnder, son adjoint M. Kräyenbühl, le commandant de corps des pompiers du Châtelard, le capitaine Zbären, et un agent de police se rendirent sans tarder à l'issue du tunnel, côté des Avants, pour aviser aux mesures à prendre. Mais de ce côté-là, il n'y avait pas moyen d'entrer dans le tunnel sans recourir le risque d'être asphyxié. Revenant alors aux Avants et sautant dans une automobile, ils gagnèrent le portail fribourgeois du souterrain en passant par Gruyère et Montbovon. Aux Cases, ils eurent la douleur d'apprendre qu'un chef de voie, M. Cherix, marié et père de deux enfants, est mort en ayant voulu traverser le tunnel malgré les nuages de fumée. Le corps de l'infortuné a été retrouvé à sept cents mètres du portail sud,,. 